# Capucin bec-de-plomb
Euodice malabarica
Espèce
Statut de conservation UICN

 LC  : Préoccupation mineure
Le Capucin bec-de-plomb (Euodice malabarica syn. Lonchura malabarica) est une espèce de passereaux de la famille des Estrildidae.

## Distribution
Cette espèce est commune du Qatar, et du Nord du sultanat d'Oman jusqu'au Bangladesh et au Sri Lanka. En France métropolitaine, une population naturalisée existe dans la région PACA : il est connu comme nicheur sur la Côte d'Azur entre Fréjus et Nice et dans l'aire de Toulon. Des populations férales sont également signalées en Algérie.

## Confusion possible
Le capucin bec d'argent Euodice Cantans (Gmelin 1789) est une espèce très proche sur le plan génétique.

## Variétés domestiques
Seul un individu des variétés suivantes, issu d'élevage, est considéré comme étant un animal domestique en droit français. Les autres formes de cet oiseau relèvent donc de la législation concernant les animaux sauvages :
- le bec de plomb (sous-espèce Lonchura malabarica malabarica)
  - variété brune
  - variété opale
  - variété grise
- le bec d’argent (sous-espèce Lonchura malabarica cantans)
  - variété brune
  - variété pastel
  - variété ventre noir
  - variété crème
  - variété ino